# Хосейн-Сара
Хосейн-Сара (перс. حسين سرا) — село в Ірані, у дегестані Отаквар, у бахші Отаквар, шагрестані Лянґаруд остану Ґілян. За даними перепису 2006 року, його населення становило 15 осіб, що проживали у складі 6 сімей.